# 利普涅 (基韋爾齊區)
51°1′8″N 26°2′4″E / 51.01889°N 26.03444°E
利普涅（烏克蘭語：Липне）是位於烏克蘭西部沃倫州裏盧茨克區的村莊，始建於1577年，面積43.05平方公里，海拔高度184米，2001年人口1,976，人口密度每平方公里45.9人。